# Vukšić Gornji
Vukšić Gornji är en ort i Bosnien och Hercegovina.   Den ligger i distriktet Brčko, i den nordöstra delen av landet, 120 km norr om huvudstaden Sarajevo. Vukšić Gornji ligger 92 meter över havet och antalet invånare är 821.
Terrängen runt Vukšić Gornji är platt. Runt Vukšić Gornji är det ganska tätbefolkat, med 185 invånare per kvadratkilometer.. Närmaste större samhälle är Brčko, 11,4 km öster om Vukšić Gornji. 
Trakten runt Vukšić Gornji består till största delen av jordbruksmark.